# Găgești (okręg Vaslui)
Găgești – wieś w Rumunii, w okręgu Vaslui, w gminie Găgești. W 2011 roku liczyła 494 mieszkańców.